# Coris monspeliensis
Coris monspeliensis är en viveväxtart. Coris monspeliensis ingår i släktet Coris, och familjen viveväxter.

## Underarter
Arten delas in i följande underarter:
- C. m. annua
- C. m. hispanica
- C. m. maroccana
- C. m. monspeliensis
- C. m. rivasiana
- C. m. somaliensis
- C. m. strossiae
- C. m. syrtica

## Bildgalleri

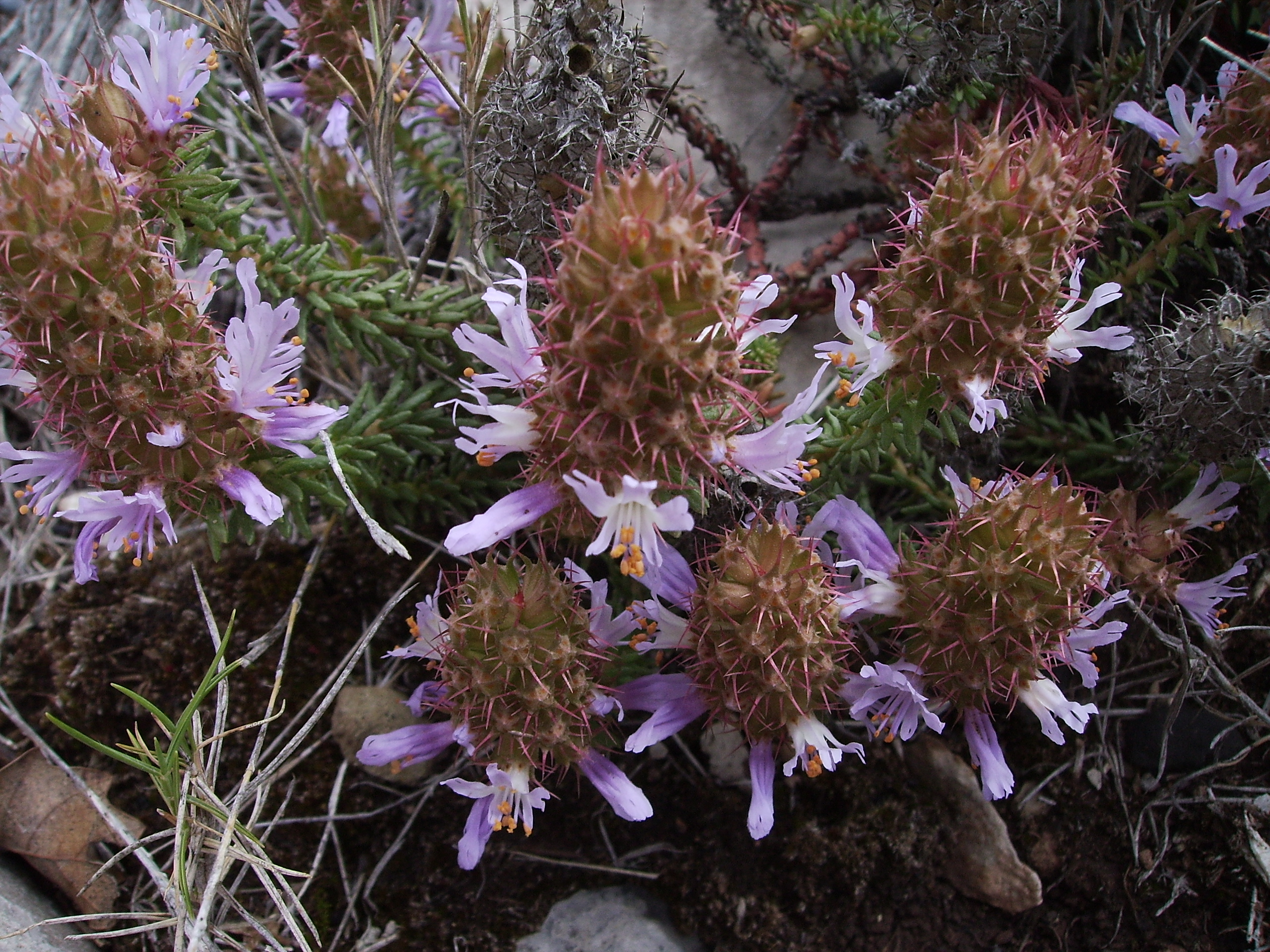
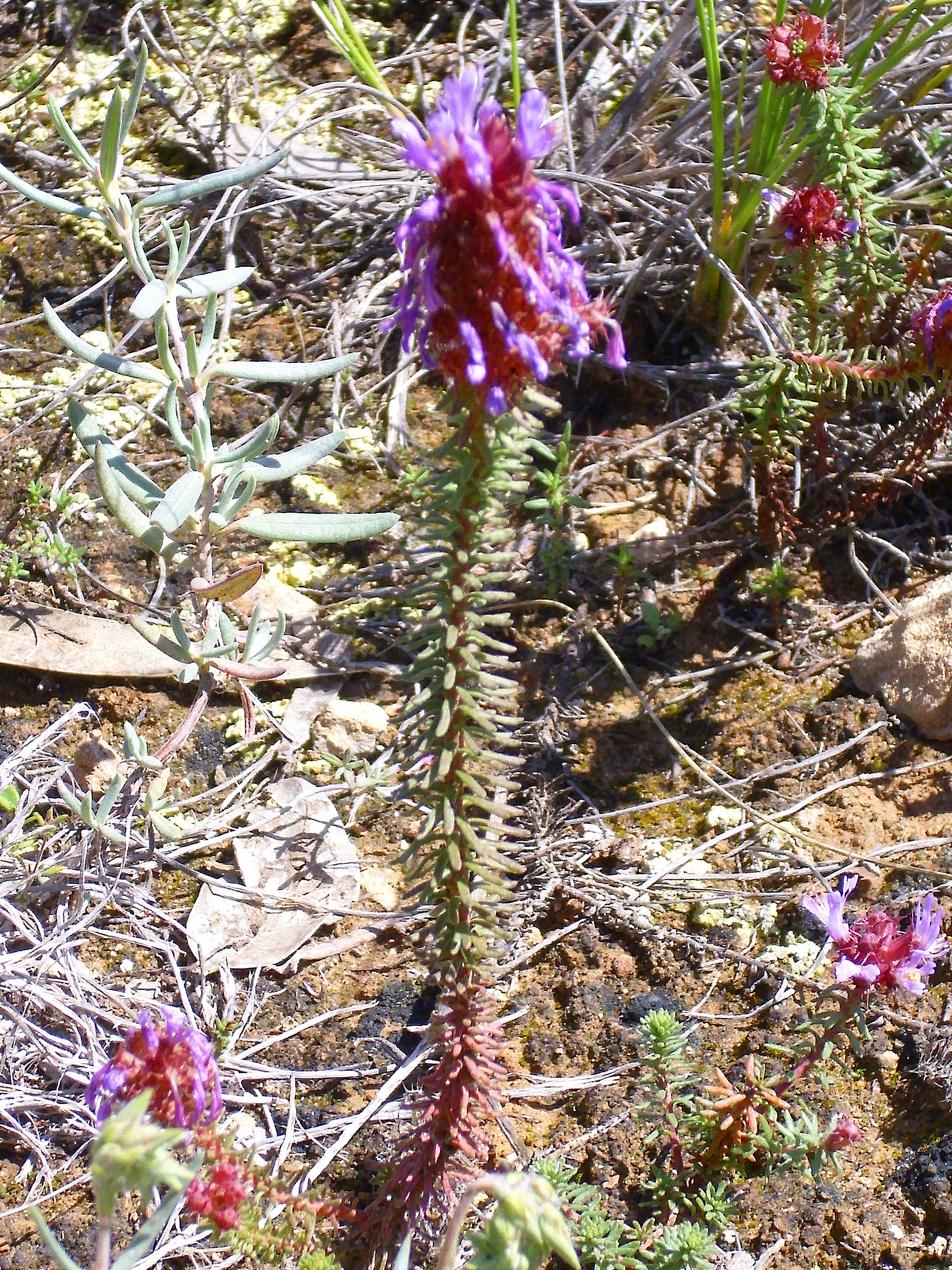
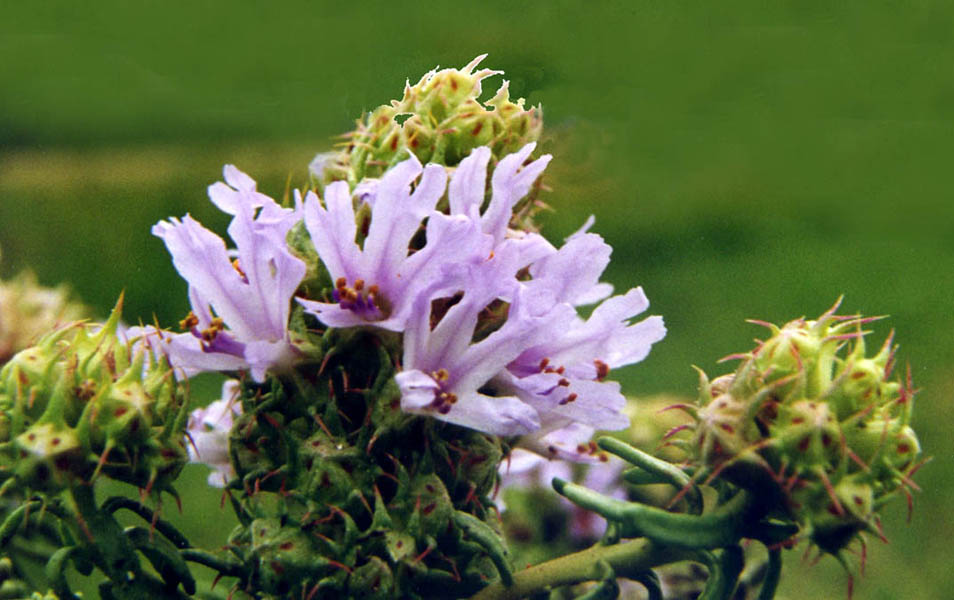
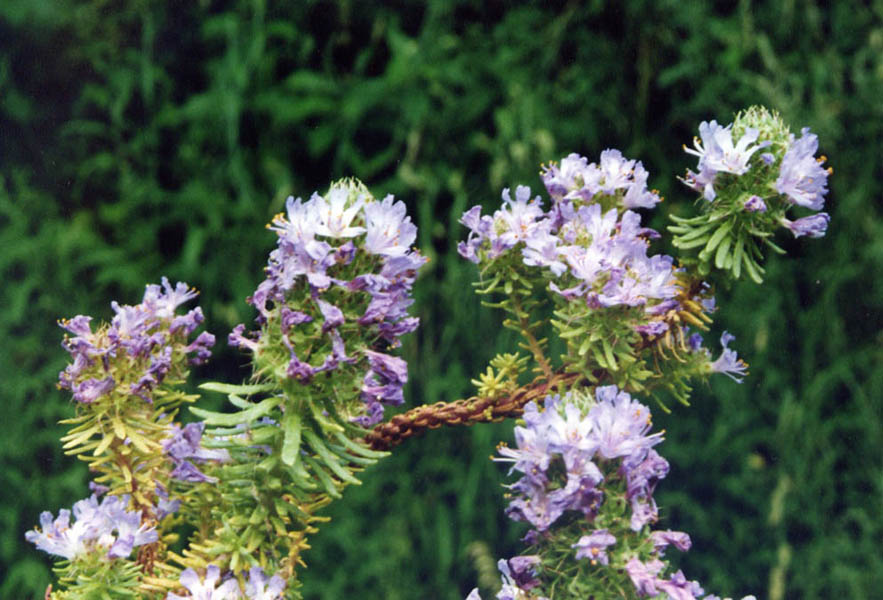
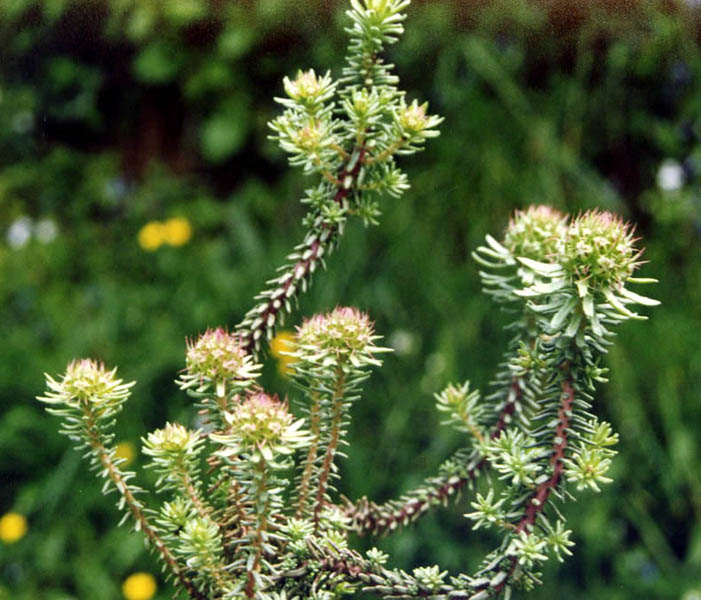
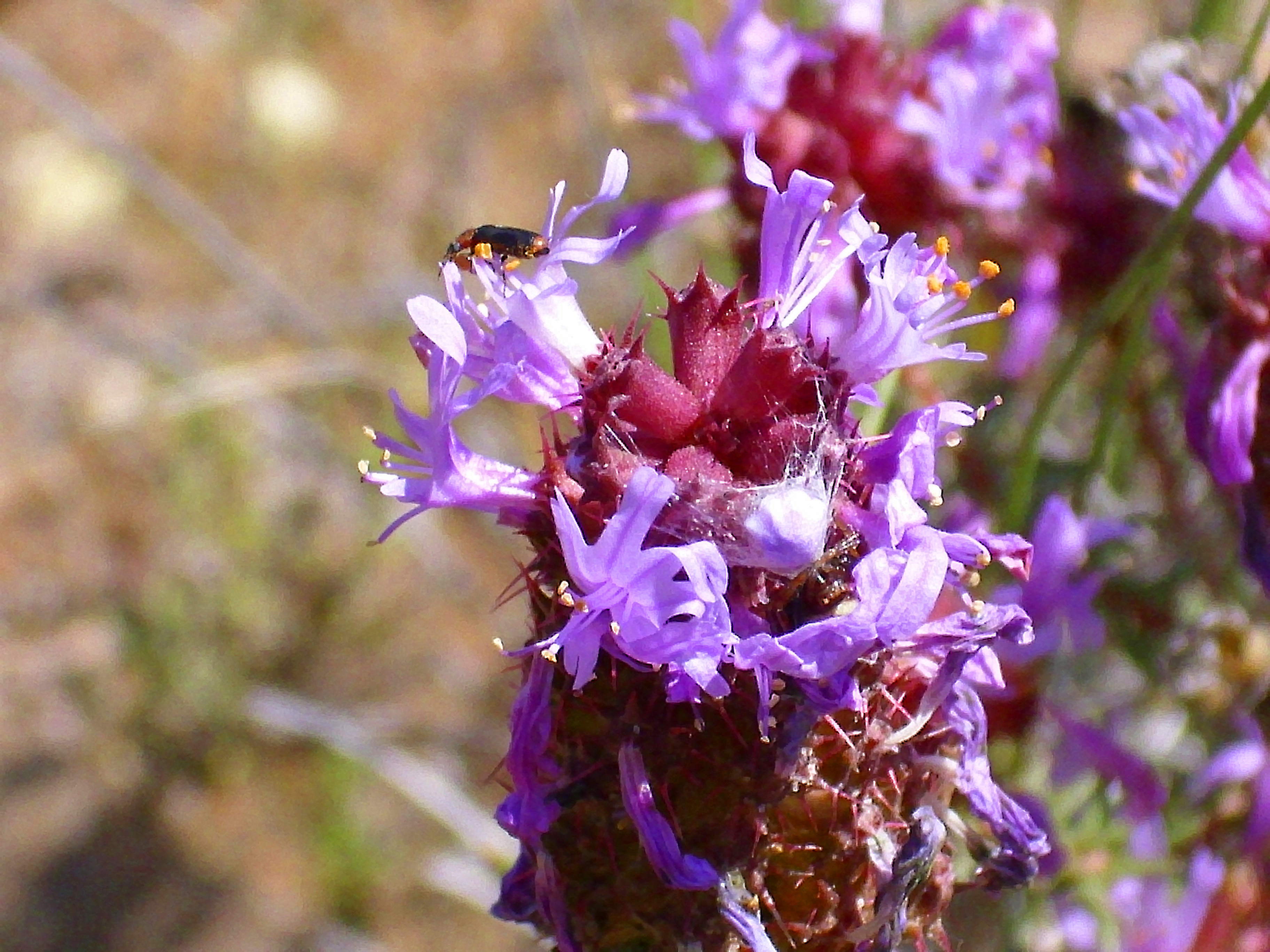